# 第43回ボストン映画批評家協会賞
43rd BSFC Awards

2022年12月11日

作品賞: 

ソウルに帰る
第43回ボストン映画批評家協会賞（だい43かいボストンえいがひひょうかきょうかいしょう、43rd Boston Society of Film Critics Awards）は2022年の映画を対象とした映画賞で、2022年12月11日に受賞者が発表された。

## 受賞一覧

### 作品賞
- 『ソウルに帰る（英語版）』

### 監督賞
- トッド・フィールド - 『TAR/ター』

### 主演男優賞
- コリン・ファレル - 『アフター・ヤン』、『イニシェリン島の精霊』

### 主演女優賞
- ミシェル・ヨー - 『エブリシング・エブリウェア・オール・アット・ワンス』

### 助演男優賞
- キー・ホイ・クァン - 『エブリシング・エブリウェア・オール・アット・ワンス』

### 助演女優賞
- ケリー・コンドン - 『イニシェリン島の精霊』

### 脚本賞
- マーティン・マクドナー - 『イニシェリン島の精霊』

### 脚色賞
- コゴナダ - 『アフター・ヤン』

### アニメ映画賞
- 『私ときどきレッサーパンダ』

### ドキュメンタリー映画賞
- 『All the Beauty and the Bloodshed』

### 英語作品賞
- 『イニシェリン島の精霊』

### 撮影賞
- エリオット・ロケット - 『パール』、『X エックス』

### 編集賞
- ブレア・マックレンドン - 『aftersun/アフターサン』
- キム・サンボム（英語版） - 『別れる決心』

### 音楽賞
- M・M・キーラヴァーニ - 『RRR』

### 新人映画製作者賞
- シャーロット・ウェルズ（英語版） - 『aftersun/アフターサン』

### アンサンブル・キャスト賞
- 『ジャッカス FOREVER（英語版）』
- 『ウーマン・トーキング 私たちの選択』